# Kamjane (obwód lwowski)
Kamjane  (ukr. Кам'яне; do 1946 roku Czartoria) – wieś na Ukrainie, w obwodzie lwowskim, w rejonie stryjskim (do 2020 roku w rejonie żydaczowskim), nad Dniestrem. W 2016 roku liczyła 539 mieszkańców.
W II Rzeczypospolitej miejscowość stanowiła początkowo samodzielną gminę jednostkową. 1 sierpnia 1934 roku w ramach reformy na podstawie ustawy scaleniowej została włączona do zbiorowej gminy wiejskiej Chodorów w powiecie bóbreckim, w województwie lwowskim.